# Imre Markos
Pour les articles homonymes, voir Markos.
Imre Markos (né le 9 janvier 1908 en Autriche-Hongrie et mort le 27 septembre 1960) était un joueur de football et entraîneur hongrois, qui évoluait en attaque.

## Biographie

### Joueur
Il passe la plupart de sa carrière dans le club hongrois du Debrecen VSC.
Il est également international avec l'équipe de Hongrie et y joue 20 matchs pour 5 buts entre 1929 et 1935. Il participe à la coupe du monde 1934 en Italie.

### Entraîneur
Après sa retraite, il prend les rênes de son ancien club du Debrecen en tant qu'entraîneur en 1948. Il part ensuite en Turquie pour entraîner le club stanbouliote du Fenerbahçe SK en 1955.